# Antero José de Lima
Antero José de Lima (Arneiroz, 31 de dezembro de 1845 — Manaus, 11 de outubro de 1924) foi sacerdote católico e político brasileiro. Foi presidente interino da província do Ceará, de 13 a 16 de novembro de 1889, quando se deu a proclamação da República.

## Biografia
Monsenhor Antero nasceu no então povoado de Arneiroz, filho do alferes Gabriel José Pequeno Ibiapina e de Antônia Cândida de Lima Ibiapina. Aos seis anos de idade, entrou em escola de primeiras letras na cidade de Sobral, tendo por professor Vicente Ferreira de Arruda, depois freqüentou, em Arneiroz, a escola particular de Reinaldo Montalvan, e a pública de Francisco Calassa, ultimando o curso de primeiras letras na cidade de Icó, sob as vistas do professor Antônio Joaquim dos Santos.
Fez o curso secundário na mesma cidade de Icó, depois em Tauá, e Colégio de Cajazeiras, e por ultimo no Liceu de Fortaleza, onde fez os respectivos exames com aprovações plenas.
Em outubro de 1864, entrou para o Seminário, freqüentando logo o curso teológico, e ordenou-se em 6 de dezembro de 1868. Todas as ordens, desde a tonsura ao presbiterado, foram-lhe conferidas por D. Luís Antônio dos Santos, primeiro bispo do Ceará. Seguiu logo investido do cargo de coadjutor da freguesia de Arneiroz, e aí celebrou sua primeira missa, em noite de Natal do mesmo ano, por conseguinte três missas novas, e sem assistência de qualquer outro sacerdote, uma vez que o respectivo vigário se achava ausente, enfermo, em Icó, e não haver outro sacerdote, cumprindo em tudo isso ordens do seu prelado.
Em dezembro de 1869, alcançou provisão de vigário da freguesia de Cococi, de cujo cargo não entrou em exercício, sendo substituída essa nomeação pela de coadjuctor de Fortaleza, em cujo exercício entrou em fevereiro de 1870, e que deixou em outubro do mesmo ano por ter sido nomeado vigário de Imperatriz (hoje Itapipoca), cargo em que se conservou até 1901.
Percebendo a grande dificuldade de curar a freguesia de Itapipoca, devido sua extensão territorial considerável e grande número populacional, por iniciativa sua, foram criadas duas freguesias, as de São Bento da Amontada, e a do povoado de Arraial com a denominação de São João da Imperatriz, cujas matrizes eram capelas filiais. Estas freguesias viriam a ser as bases dos futuros municípios de Amontada e Uruburetama, respectivamente. Também partiram de sua iniciativa a conclusão das obras da Capela de São Sebastião, que servia de matriz quando lá chegou, a instauração do cemitério da respectiva capela e a construção da nova matriz, considerada, na época, uma das maiores igrejas do estado.
No período de 1877 e 1879, foi parte ativa na realização de várias obras de sua freguesia, como a Casa da Câmara, duas casas para escolas, um açude nas proximidades da vila. Tais ações lhe valeram a nomeação para Examinador Sinodal, por ocasião do sínodo diocesano, e o título de Monsenhor concedido pela Santa Sé, por indicação de D. Joaquim José Vieira, em 17 de outubro de 1896. O governo civil, por sua vez, fê-lo inspetor literário em toda a comarca e depois inspetor escolar e terceiro vice-presidente da província. Foi nesta qualidade que assumiu interinamente a presidência desta, durante a deposição do regime monárquico.
Padre Antero veio a ser o maior expoente político de Itapipoca, elegendo-se deputado à Assembleia Provincial duas vezes, em 1880 e 1884, sendo que neste último mandato, veio a ser presidente daquela casa legislativa. No regime republicano, foi eleito para o primeiro Congresso constituinte, cabendo-lhe então duas distinções: a de ser o senador estadual mais votado por ocasião de eleição, e ser o presidente da corporação.
Depois de 31 anos como pároco em Itapipoca, Monsenhor Antero abandonou o estado transferindo a residência para o Amazonas, onde seus serviços foram aproveitados pelo bispo D. José Lourenço da Costa Aguiar como pároco da freguesia de Nossa Senhora dos Remédios, em Manaus, função que exerceu até o fim de sua vida, aos 78 anos.